# Линн, Барбара
Барбара Линн (англ. Barbara Lynn), урождённая Барбара Линн Озен (англ. Barbara Lynn Ozen), в дальнейшем Барбара Линн Камби (англ. Barbara Lynn Cumby); род. 16 января 1942, Бомонт, Техас, США) — американская блюзовая певица, автор песен. Номинант Blues Music Awards в номинациях «Исполнительница соул-блюза» (2005), «Иcторический блюзовый альбом» (2009) .

## Биография
Барбара Линн Озен родилась в Бомонте, штат Техас, в 1942 году. Её родители были католики-креолы, и Барбара пела в хоре местного прихода. Училась в средней школе Хеберта. Свою первую песню написала в начальной школе . В детстве училась играть на пианино, но, вдохновлённая блюзовыми исполнителями Гитаром Слимом и Джимми Ридом, а также Элвисом Пресли и Брендой Ли перешла на гитару. Будучи левшой, осваивала гитару с переставленными струнами, без формального обучения (певица так никогда и не освоила нотную грамоту ). Победив в нескольких местных конкурсах талантов, она ещё в средней школе создала женскую группу Bobbie Lynn and Her Idols, начав выступать в местных клубах Техаса.  
Певец Джо Барри увидел её выступление и познакомил Линн с продюсером Хью Пи Мо, который управлял несколькими лейблами звукозаписи в Новом Орлеане. Её первый сингл «You'll Lose a Good Thing», её собственного сочинения и основанный на реальных событиях, вышедший в 1962 году, был записан на студии звукозаписи Козимо Матасса J&M с сессионными музыкантами, в числе которых был Доктор Джон, и взорвал чарты. Выпущенный Jamie Records дебютный сингл певицы возглавил американский хит-парад Billboard R&B, сдвинув с первого места Рэя Чарльза («что было невероятным достижением в 1962 году» ) и попал в десятку лучших в Billboard Hot 100 в 1962 году. Что было необычно для того времени — Барбара Линн была афроамериканской певицей, которая сама писала большинство своих песен и аккомпанировала себе на гитаре . Позже песня была записана Аретой Франклин и стала кантри-хитом в исполнении Фредди Фендера. В 1963 году Линн выпустила альбом, также названный You'll Lose A Good Thing. 
Вскоре Линн начала гастролировать, выступая с такими музыкантами, как Глэдис Найт, Стиви Уандер, Смоки Робинсон, Дайон Уорвик, Джеки Уилсон, Сэм Кук, Отис Реддинг, Джеймс Браун, Эл Грин, Карла Томас, Марвин Гэй, Айк и Тина Тёрнер, The Temptations и Би Би Кинг. Она дважды выступала в театре «Аполло» в программе American Bandstand. В 1963—1966 годах певица выпустила несколько синглов и один альбом на Jamie Records.  В 1965 году Rolling Stones сделали кавер на её песню «Oh Baby (We've Got A Good Thing Goin')» 1964 года, и включили её в альбомы The Rolling Stones, Now! в США и Out of Our Heads в Великобритании. Песня также была записана группой Rhythm Kings. 
В 1966 году она подписала контракт с лейблом Meaux's Tribe и написала песню «You Left the Water Running», которая изначально была записана Отисом Реддингом в качестве демо, а кавер на неё записали многие музыканты, в их числе был Уилсон Пикетт. В следующем году она подписала контракт с Atlantic и записала ещё один альбом, Here Is Barbara Lynn в 1968 году. В 1970 году Барбара Линн вышла замуж и родила троих детей. Семья, а также недовольство плохим продвижением со стороны звукозаписывающей компании, способствовало её решению уйти из музыкального бизнеса на большую часть 1970-х и 1980-х годов. Тем не менее, живя в Лос-Анджелесе, она иногда появлялась в местных клубах и выпустила несколько синглов на Jetstream и других небольших лейблах.
В 1984 году она гастролировала по Японии и записала концертный альбом You Don't Have to Go, который в 1988 году был издан и в США. Барбара Линн после смерти мужа  вернулась в Бомонт, где жила ее мать и возобновила свою карьеру в музыке, отправившись в зарубежные гастроли по Европе и другим странам. В 1993 году она записала свой первый студийный альбом за более чем двадцать лет, So Good и затем в 1996, 2000, 2004, 2006 года выпустила еще четыре альбома. С альбомом 2004 года Blues & Soul Situation, записанном с участием Марка Казаноффа, Барбара Линн была номинирована на Blues Music Awards в номинации «Исполнительница соул-блюза», а в 2009 году сборник её ранних синглов The Jamie Singles 1962-1965 был номинирован в категории «Иcторический блюзовый альбом». 
В 2002 году Моби использовал сэмпл из песни Линн «I'm A Good Woman» в своем альбоме 18. В 2013 году Лил Уэйн использовал сэмпл песни Барбары Линн «I'm a Good Woman» в своём треке «Days and Days», исполненном вместе с 2 Chainz . Певица снялась в музыкальном документальном фильме 2015 года «Я — блюз». 
В 2018 году получила награду National Heritage Fellowship, присуждаемую Национальным фондом искусств США, высшую награду, присуждаемую правительством США за заслуги в области народного искусства , обладательница премии Pioneer Award от Фонда ритма-н-блюза, одна из первых обладательниц премии «Star of Texas» от Folklife Award (2010). В Бомонте одна из улиц названа именем певицы .
Живёт в Бомонте, продолжала выступать вплоть до пандемии COVID и даже намеревалась в то время выпустить ещё один альбом.   
Про свой стиль игры на гитаре Барбара Линн говорит: «Я сформировала свой собственный стиль, будучи левшой. Я играю медиатором для большого пальца. Многие музыканты, в основном мужчины, просто используют свои медиаторы, но мне приходится использовать такой. Когда я начинала, я заметила, что медиатор постоянно выскальзывает из моих пальцев, поэтому я просто использовала надевающийся. Он остается на месте. Это создаёт у меня ощущение, будто я играю на барабанах и за счёт этого получаю ритм» 
«Её музыка сочетает в себе различные блюзовые стили, включая традиционный блюз, техасский блюз, R&B, соул, и звучание, уникальное для побережья Мексиканского залива и границы Луизианы и Техаса. Она оказала влияние на молодое поколение музыкантов, включая Маршу Болл и Лу Энн Бартон» .
«Она — одна из немногих женщин-левшей, играющих на электрогитаре, а её плавные гитарные фразы и характерное контральто обеспечивают ей место в пантеоне соула» .
Demon Music Group: «Помимо своего пронзительного и проникновенного вокала, Линн также играла на электрогитаре левой рукой. Как будто этого было недостаточно, чтобы выделить её среди конкуренток, она также написала много собственного материала. Даже сегодня статная, проникновенная, темнокожая левша, певица и электрогитаристка, автор песен, сразу бы выделялась, так что представьте, какое внимание привлекала Барбара 30-35 лет назад!» 

## Дискография

### Синглы, попавшие в чарты
| Год  | Название                               | Позиция в чарте | Позиция в чарте |
| Год  | Название                               | US Pop          | US R&B          |
| ---- | -------------------------------------- | --------------- | --------------- |
| 1962 | «You’ll Lose a Good Thing»             | 8               | 1               |
| 1962 | «Second Fiddle Girl»                   | 63              | -               |
| 1962 | «You’re Gonna Need Me»                 | 65              | 13              |
| 1963 | «Don’t Be Cruel»                       | 93              | -               |
| 1963 | «To Love or Not to Love»               | 135             | -               |
| 1963 | «(I Cried at) Laura’s Wedding»         | 68              | -               |
| 1964 | «Oh! Baby (We Got a Good Thing Goin')» | 69              | 19              |
| 1964 | «Don’t Spread It Around»               | 93              | 35              |
| 1965 | «It’s Better to Have It»               | 95              | 26              |
| 1966 | «I’m a Good Woman»                     | 129             | -               |
| 1966 | «You Left the Water Running»           | 110             | 42              |
| 1968 | «This Is the Thanks I Get»             | 65              | 39              |
| 1971 | «(Until Then) I’ll Suffer»             | -               | 31              |

### Альбомы
- 1963: You’ll Lose a Good Thing (Jamie Records)
- 1964: Sister of Soul (Jamie Records)
- 1968: Here Is Barbara Lynn (Atlantic Records)
- 1988: You Don’t Have to Go (Ichiban Records)
- 1993: So Good (Bullseye Blues)
- 1996: Until Then I’ll Suffer (I.T.P. Records)
- 2000: Hot Night Tonight (Antone's Record Label)
- 2004: Blues & Soul Situation (Dialtone)
- 2006: You'll Lose a Good Thing (I.T.P. Records)